# Cornelis Louis Kist
Cornelis Louis Kist (Bandoeng, 19 juli 1916 – Leusderheide, 24 juni 1943) was een Nederlands militair en Nederlandse verzetsstrijder tijdens de Tweede Wereldoorlog. Hij was betrokken bij de verzetsgroep rond het blad Ik zal handhaven en was in 1941 een tijd actief als koerier tussen onbezet Frankrijk en Nederland. Hij werd in januari 1942 gearresteerd en op 24 juni 1943 gefusilleerd. Voor zijn verzetswerk kreeg hij postuum de Bronzen Leeuw.

## Biografie
De moeder van Kist was pianolerares. Zelf speelde hij ook piano en trad al op jonge leeftijd op. In 1939 verloofde hij zich met Nina Baumgarten, maar een huwelijk heeft door het uitbreken van de oorlog niet plaatsgevonden.
Hij was een kadet aan de KMA toen de Duitse troepen op 10 mei 1940 het land binnenvielen. Op 11 juli 1940 werd hij benoemd tot tweede-luitenant bij de infanterie. Hij was betrokken bij de illegale publicatie Ik zal handhaven. Dit blad werd vanaf de herfst van 1940 in Leiden uitgegeven door een verzetsgroep die voornamelijk bestond uit studenten en aspirant-officieren. Het hoofddoel van de groep was spionage- en sabotagewerk. Ik zal handhaven bevatte praktische tips en aanwijzingen voor mensen die bij dit soort werk betrokken waren, en voor personen die rechtstreeks met de Duitse bezetters te maken hadden.
Ook betrokken bij de groep was mede-officier Sj Nauta. Na diens arrestatie op 7 augustus 1941 dook Kist eerst onder, en probeerde daarna te ontsnappen naar Zuid-Frankrijk. Hij kwam echter weer terug naar Nederland en opereerde een tijd als koerier voor Roger de Saule (Robert de Schrevel), het hoofd van de inlichtingendienst van onbezet Frankrijk. Die omschreef Kist later als zijn beste koerier.
Op 9 januari 1942 werd Kist in Brussel gearresteerd. Hij werd twaalf keer van de ene gevangenis naar de andere overgeplaatst. Hij was van 12 december 1942 tot 2 maart 1943 gevangen in het kamp Amersfoort waarna hij werd overgeplaatst naar Kamp Vught. Op 24 juni 1943 werd hij op de Leusderheide gefusilleerd.
In 1949 werd hem postuum de Bronzen Leeuw toegekend.

## Onderscheidingen
- Bronzen Leeuw

## Externe bron
- Uitgebreide informatie op website Oorlogsgravenstichting